# JOB
Pour les articles homonymes, voir Job.
JOB est une marque de papier à cigarette et une marque de cigarette fondée en 1849 par Jean Bardou et la famille Journet, puis reprise par son fils Pierre Bardou. Elle a été rachetée par Republic Technologies, filiale française de l'américain Republic Tobacco, basé à Chicago aux États-Unis.

## Histoire
En 1838, Jean Bardou, alors boulanger à Perpignan, crée un petit livret de feuilles de papier à cigarette. Il déposera en 1849 un brevet d’invention pour un papier à cigarette dit « papier JOB » (ses initiales, JB, sont d'abord séparées par une étoile, puis par un blason représentant les armes de la ville de Perpignan et enfin par un losange, devenu par la suite un « O »).
En 1872, une papeterie s'installe en Ariège, sur le site de La Moulasse, commune d'Eycheil près de Saint-Girons, sous les noms associés de Bardou et Pauilhac ; elle commence sa production en 1875. La société est créée en 1903 et son siège social est installé à Toulouse. Par la suite, elle rachète OCB. En 1986, le groupe Bolloré reprend la société. En 1993, Bolloré cède 50 % de la société au hollandais KNP. La nouvelle société Job-Parilux est créée. En janvier 1996, JOB Toulouse est revendue pour dix millions de francs au papetier allemand Scheufelen. En 2001, JOB Toulouse est mise en liquidation judiciaire. En 2005, la société Bolloré Technologie, basée à Perpignan, est rachetée au groupe Bolloré par un client américain Don Levin, il transfère les droits de la marque aux États-Unis.

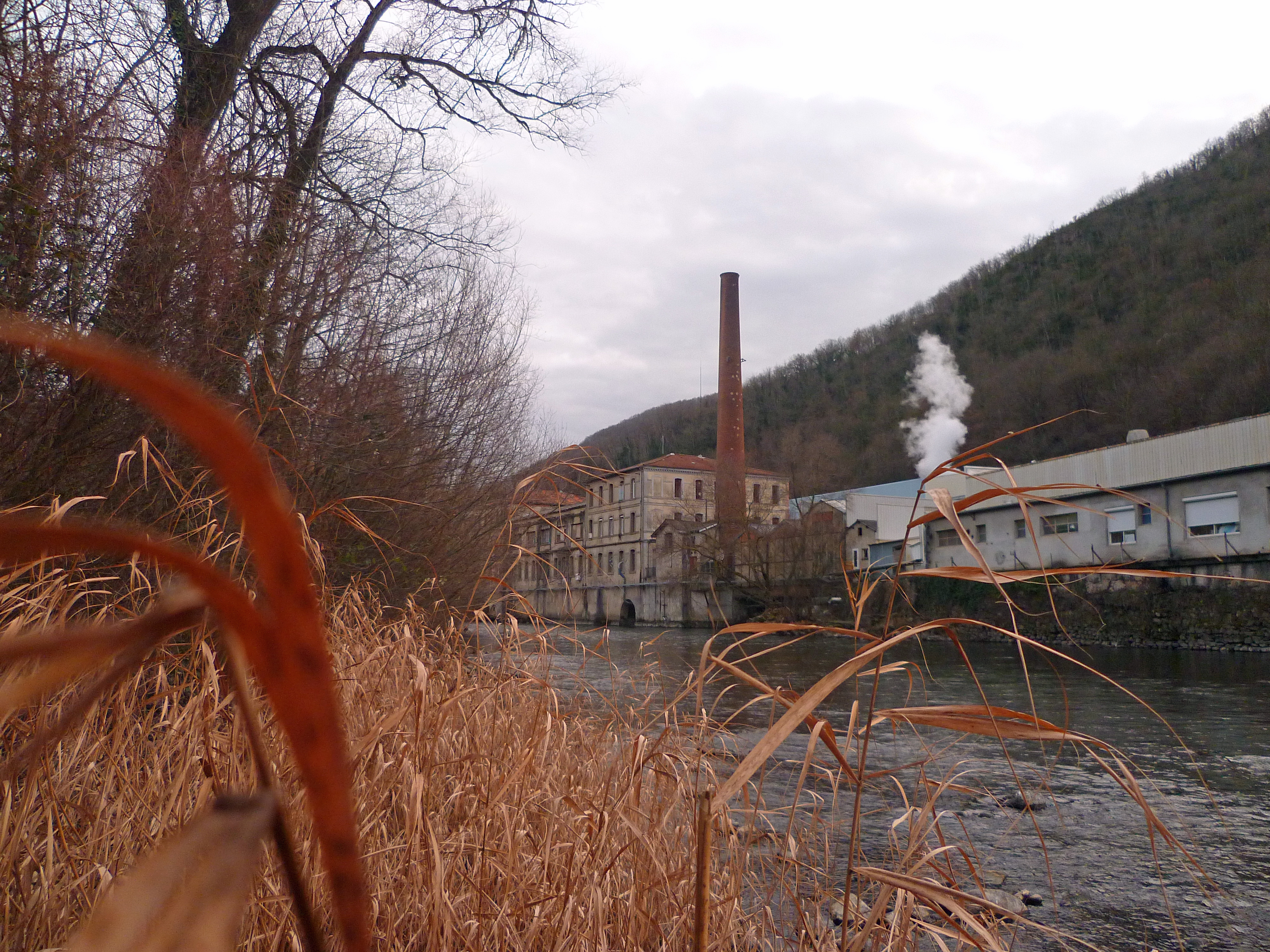
La papeterie de la Moulasse à Eycheil.
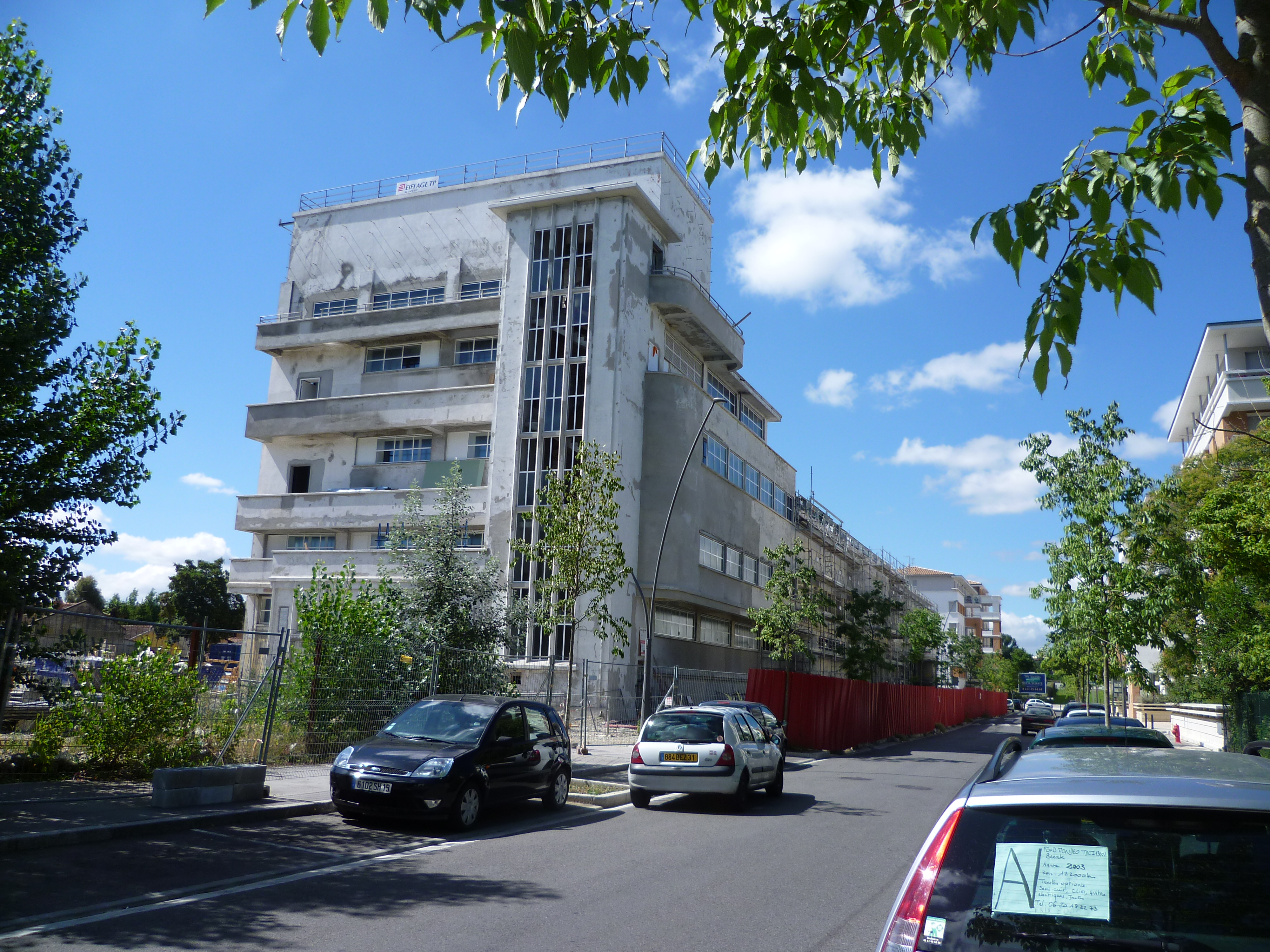
L'ancienne usine de Toulouse.

## Création artistique et publicité

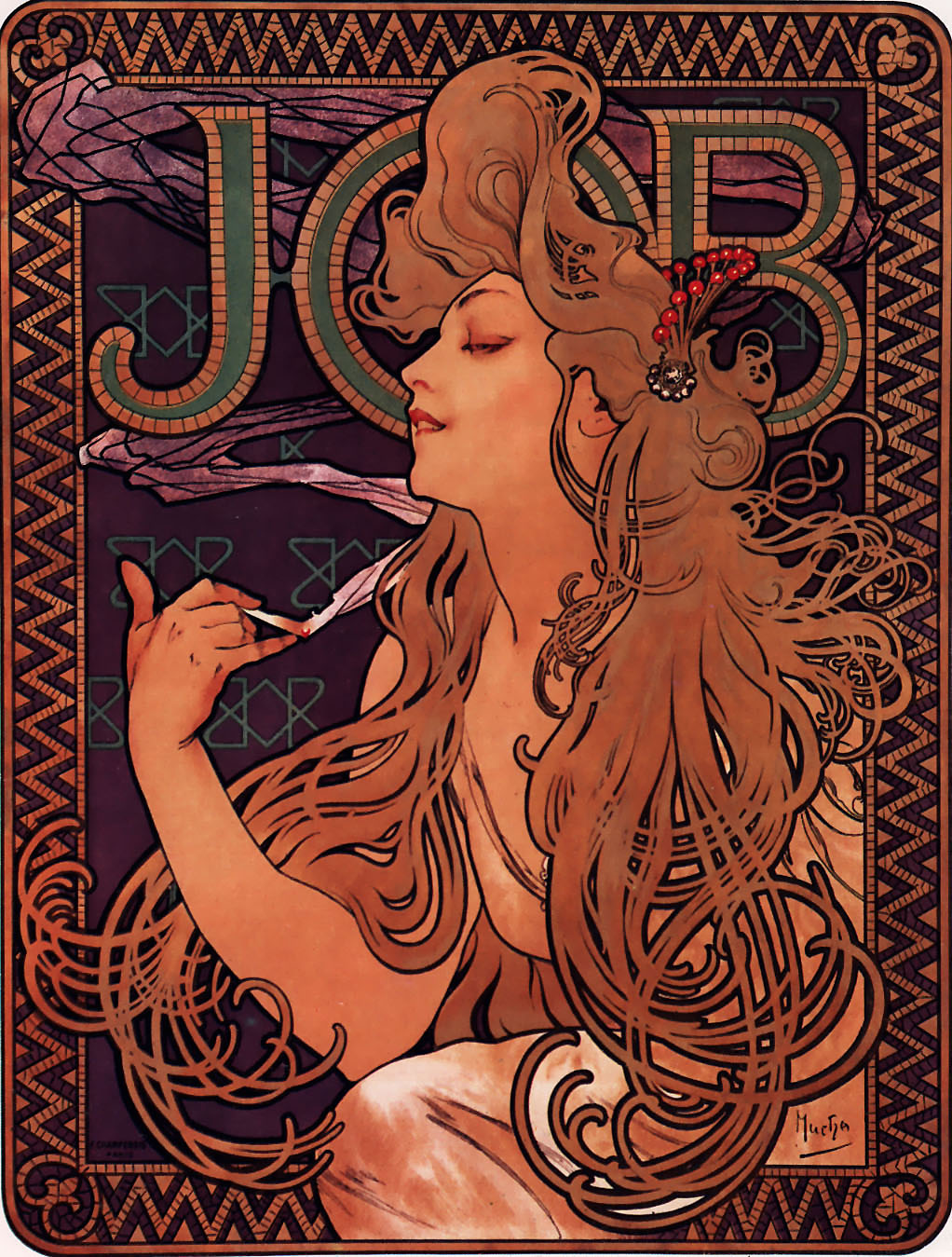
Une affiche d'Alphonse Mucha pour JOB en 1896.

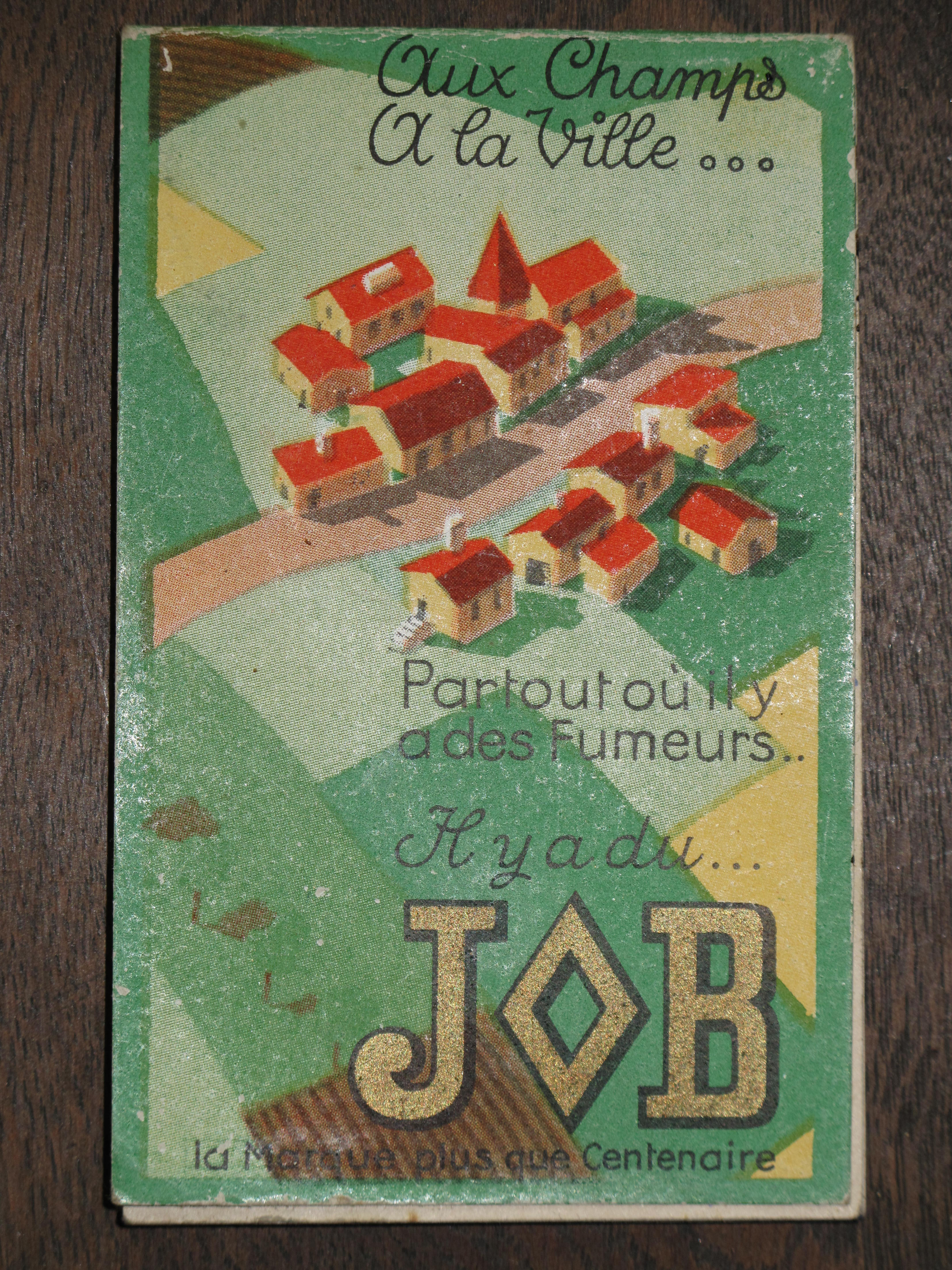
Publicité pour le papier à rouler JOB (France) vers 1930.

Les artistes s'exprimant dans le style Art nouveau, Alphonse Mucha, Jane Atché, Paul Jean Gervais, Edgard Maxence, parmi bien d'autres, ont illustré des publicités pour JOB. Ils ont ainsi participé à la série dite La Collection JOB. Cette série, à vocation autant publicitaire qu'artistique est une commande aux artistes de l'époque par Pierre Bardou, industriel et mécène, fils de Jean Bardou, à raison d'une à deux créations par an pendant plus de vingt ans. Elle fut déclinée en, au moins, 32 illustrations différentes, reproduites en divers formats, tant en France qu'à l'étranger, comme calendriers, cartes postales ou affiches . Le succès populaire fut immédiat, la Collection JOB est largement collectionnée depuis cette époque et encore aujourd'hui.
Les créations publicitaires de la marque ont continué pendant la période Art déco et plus récemment encore. Reptiles, une lithographie de M.C. Escher (1943), présente dans sa composition un paquet de papier à cigarette JOB.